# دارين براغ
دارين براغ (بالإنجليزية: Darren Bragg) هو لاعب كرة قاعدة أمريكي، ولد في 7 سبتمبر 1969 في واتربوري في الولايات المتحدة.

## وصلات خارجية
- دارين براغ على موقعبيزبول رفرنس.كوم (الدوري الرئيسي) (الإنجليزية)
- دارين براغ على موقعبيزبول رفرنس.كوم (الدوري الثانوي) (الإنجليزية)
- دارين براغ على موقع مشجعي الرسوم البيانية (الإنجليزية)